# الرؤية اليهودية للكون
الرؤيــــــة اليهوديــــــة للـــكون
بالإنجليزية :
Jewish Cosmogony and Cosmolog 
تشير الكلمتان «كوزموجوني» و«كوزمولوجي» إلى التأملات الخاصة بأصل العالم وتطوره وبنيته. وكلمة «كوزموس» اليونانية تعني «الكون» أو «النظام». أما شق «جوني»، فمن الجذر اليوناني «جيجنستاي» بمعنى «ينتج»، ومن ثم فإن كلمة «كوزموجوني» تعني «ولادة» أو «أصل» أو «خلق العالم». أما شق «لوجي» فمن كلمة «ليجاين legein» بمعنى «يتحدث». والكوزموجوني نظرية أو وصف خلق العالم. أما الكوزمولوجي، فهي النظرية أو الفلسفة الخاصة بطبيعة ومبادئ الكون، وكلتا النظريتين تشملان التأملات الخاصة بأصل العالم وتطوره وبنيته. وترى اليهودية أن الإله خلق العالم، ولكن ما عدا ذلك هو أمر خلافي، إذ توجد داخل النسق الديني اليهودي عدة صور متناقضة لأصل العالم وبنيته. فالعهد القديم يقدم رؤى عديدة للإله ليست متسقةً بالضرورة. أما التلمود، فقد استوعب صوراً عديدة من الحضارات المحيطة سواء الوثنية أو الإسلامية أو المسيحية، ودوَّن كثيراً من الأساطير الشعبية وحوَّلها إلى معتقدات دينية. فهناك قصة الخلق، وإلى جانبها أسطورة ليليت، وكذا شجرة المعرفة والخير والشر. وإذا كان هناك يهوه إله العالمين،فهناك أيضاً شريكه عزازيل.والعالم له معنى في كثير من المقطوعات،ولكنه بلا معنى في مقطوعات أخرى.وهذا يعود إلى طبيعة التركيب الجيولوجي لليهودية.وقد ازدادت الرؤية اضطراباً مع ظهور القبالاه التي حولت كثيراً من الأساطير الفلكلورية إلى رؤية للكون،كما هو الحال في فكرة «آدم قدمون»،أو «تَهشُّم الأوعية (شفيرات هكليم)»،أو «تبعثُّر الشرارات (نيتسوتسوت)»، أو «إصلاح الخلل الكوني (تيقون)»!وقد حولت القبَّالاه اليهود إلى قوة كونية وجودها أساسي لاسترجاع الشرارات وعملية إصلاح الخلل الكوني. 

## العصر الحديث
وفي العصر الحديث، لا يمكن الحديث عن رؤية يهـودية واحدة للكـون، إذ تنوعت المصادر الفلسفية للمفكرين الدينيين اليهود، وانقسمت اليهودية إلى فرق تختلف في رؤيتها، الواحدة عن الأخرى، بشكل جوهري.